# Forges (Maine-et-Loire)
Forges korábbi község Franciaország Loire mente régiójában, Maine-et-Loire megyében. 2016. december 30-án hét másik korábbi községgel egyesült és Doué-en-Anjou  új község része lett.
Lakosainak száma 312 fő (2018. január 1.). Forges Cizay-la-Madeleine, Dénezé-sous-Doué, Doué-la-Fontaine, Meigné, Montfort és Les Ulmes községekkel határos.

## Népesség
A település népességének változása:
| Lakosok száma | 178  | 181  | 185  | 201  | 197  | 201  | 262  | 287  | 397  | 312  |
|               | 1968 | 1975 | 1982 | 1990 | 1999 | 2006 | 2011 | 2013 | 2017 | 2018 |